# Prêmios Globo de Ouro de 1959

Prêmios Globo de Ouro de 1959

 5 de março de 1959
Filme - Drama:
The Defiant Ones
Filme - Comédia ou Musical:
Auntie Mame
Prêmios Globo de Ouro 

← 1958  ·  1960 →
Os Prêmios Globo de Ouro de 1959 (no original, em inglês, 16th Golden Globe Awards) honraram os melhores profissionais de cinema e televisão, filmes e programas televisivos de 1958. Os candidatos nas diversas categorias foram escolhidos pela Associação de Imprensa Estrangeira de Hollywood (AIEH).

## Vencedores e nomeados
| Melhor filme | Melhor filme |
| Drama | Comédia |
| --- | --- |
| - The Defiant Ones - Cat on a Hot Tin Roof - Home Before Dark - I Want to Live! - Separate Tables                                                                                              | - Auntie Mame - Bell, Book and Candle - Indiscreet - Me and the Colonel - The Perfect Furlough                                                                                                |
| Musical | |
| - Gigi - Damn Yankees - South Pacific - Tom Thumb | |
| Melhor atuação em filme de drama | |
| Ator | Atriz |
| - David Niven – Separate Tables - Tony Curtis – The Defiant Ones - Robert Donat – The Inn of the Sixth Happiness - Sidney Poitier – The Defiant Ones - Spencer Tracy – The Old Man and the Sea | - Susan Hayward – I Want to Live! - Ingrid Bergman – The Inn of the Sixth Happiness - Deborah Kerr – Separate Tables - Shirley MacLaine – Some Came Running - Jean Simmons – Home Before Dark |
| Melhor atuação em filme de comédia ou musical | |
| Ator | Atriz |
| - Danny Kaye – Me and the Colonel - Maurice Chevalier – Gigi - Clark Gable – Teacher's Pet - Cary Grant – Indiscreet - Louis Jourdan – Gigi                                                    | - Rosalind Russell – Auntie Mame - Ingrid Bergman – Indiscreet - Leslie Caron – Gigi - Doris Day – The Tunnel of Love - Mitzi Gaynor – South Pacific                                          |
| Melhor atuação coadjuvante em filme – drama, comédia ou musical | |
| Ator coadjuvante | Atriz coadjuvante |
| - Burl Ives – The Big Country - Harry Guardino – Houseboat - David Ladd – The Proud Rebel - Gig Young – Teacher's Pet - Efrem Zimbalist, Jr. – Home Before Dark                                | - Hermione Gingold – Gigi - Peggy Cass – Auntie Mame - Wendy Hiller – Separate Tables - Maureen Stapleton – Lonelyhearts - Cara Williams – The Defiant Ones                                   |
| Melhor direção | Melhor filme promovendo a compreensão internacional |
| - Vincente Minnelli – Gigi - Richard Brooks – Cat on a Hot Tin Roof - Stanley Kramer – The Defiant Ones - Delbert Mann – Separate Tables - Robert Wise – I Want to Live!                       | - The Inn of the Sixth Happiness - The Defiant Ones - Me and the Colonel - A Time to Love and a Time to Die - The Young Lions                                                                 |
| Melhor filme estrangeiro | |
| - Das Mädchen Rosemarie ( Alemanha) - L'Eau vive ( França) - The Year Long Road ( Iugoslávia)                                                                                                  | |